# Slag bij Kraaipan
De Slag bij Kraaipan was de eerste confrontatie tussen de Afrikaners en de Britten in de Tweede Boerenoorlog.

## Geschiedenis
Op 11 oktober had Paul Kruger de oorlog verklaard aan de Britten. In de daaropvolgende nacht vielen zo'n 800 soldaten van de Boerencommando's van Potchefstroom en Lichtenberg onder leiding van Koos de la Rey een groep Britse soldaten aan. Ze versloegen de Britten waardoor ze de rails bij Kraaipan in handen kregen. De Afrikaners maakten de rails en de telegraafverbinding onklaar.
Hierdoor ontspoorde een Britse gepantserde trein (genaamd de Mosquito) met kanonnen, munitie en gevangenen. Na een vijf uur durende strijd gaven de Britten zich over en hadden de Afrikaners de trein in handen.
Met deze slag is de Tweede Boerenoorlog begonnen.
Kraaipan · Kimberley · Talana Hill · Elandslaagte · Ladysmith (Slag) · Ladysmith (Beleg) · Belmont · Graspan · Modderivier · Stormberg · Magersfontein · Colenso · Spionkop · Vaalkrans · Paardeberg · Boven Tugela · Ladysmith (ontzet) · Poplar Grove · Driefontein · Slag bij Sannaspos · Boshof · Mafeking · Doornkop · Fabersput · Diamond Hill · Witpoort · Elandsrivier (1) · Bergendal · Bothaville · Rhenosterkop · Leliefontein · Nooitgedacht · Helvetia · Middelfontein · Hartbeesfontein · Groenkloof · Duivelskloof · Elandsrivier (2) · Bloedrivierpoort · Bakenlaagte · Groenkop · Tweebosch · Hartrivier · Rooiwal